# Német gyorsnaszádok a második világháborúban
A világháborús német Kriegsmarine egyik ágát a gyorsnaszádok (Schnellboot) alkották. Ezek viszonylag kis vízkiszorítású, belsőégésű motorral hajtott, torpedókkal felfegyverzett támadó hajók voltak, amik az építési költségeikhez képest aránytalanul nagy veszteségeket okoztak az ellenfélnek.

## Kezdetek
A német haditengerészet gyorsnaszád programja a két világháború között kezdődött el. Az első naszádokat a 30-as évek elején gyártották le, de a világháború kitöréséig csak viszonylag kis számban készültek. Ennek az volt az oka, hogy a 30-as években a program még kísérleti stádiumban volt, ami miatt még nem történt meg a standardizálás.
Ennek egyik megnyilvánulása az volt, hogy több gyártatótól is rendeltek motortípusokat. A legelső néhány naszádot MAN motorokkal látták el, de később áttértek a Mercedes-Benz motorokra. A világháború előtt a Kriegsmarine az MB 501-et választotta ki a standard motortípusnak és a német gyorsnaszádok többsége ezzel a motorral, vagy pedig annak a továbbfejlesztésével, az MB 511-el volt meghajtva. Egy gyorsnaszádot három darab MB 501-es hajtott meg, amik egyenként 2000 lóerőre voltak képesek.

## Fejlesztések
A német gyorsnaszádok egyik jellemzője volt, hogy dízelmotorosak voltak, a benzinmotoros angol gyorsnaszádokkal szemben. Ezt leginkább az alacsonyabb üzemanyag fogyasztás motiválta.
Egy másik előnye a dízelmotoroknak a jobb üzembiztonság volt. A dízel nehezebben gyullad meg, mint a benzin, ami miatt a német gyorsnaszádok sérülésállóbbak és üzembiztosabbak voltak, mint a benzinmotoros brit gyorsnaszádok.
A német gyorsnaszádok fából készültek, fém merevítéssel.
A motorok mellett a hajók szerkezetét is fejlesztették. Az S38 osztálytól kezdve a németek áttértek a magasított orrfedélzetre, ami tengerállóbbá tette a német gyorsnaszádokat.
A fejlesztésekkel párhuzamosan a tűzerő is nőtt. Míg a korai gyorsnaszádok egyetlen 20 mm-es gépágyúval rendelkeztek, addig a háború alatt gyártott gyorsnaszádok tűzereje ennek a többszöröse volt.
Az S100-as gyorsnaszádtól kezdve a naszádokat páncélozott hajóhíddal látták el, hogy a legénység védve legyen a brit naszádok tüzétől.

## Radar
A német gyorsnaszádok egyik problémája az volt, hogy britek fejlettebb radarokkal rendelkeztek. A német gyorsnaszádok csak 1943-tól kezdve kaptak radarokat, mivel a flotta vezetése addig fontosabbnak tartotta a nagy kategóriájú hadihajók ellátását radarokkal.
Ez viszont nem jelentette azt, hogy nem tudták megtalálni a brit hajókat. Ennek az volt az oka, hogy a francia partokra telepített radarokkal lehetett látni, hogy mi történik a Csatornában, amit rádión jelentettek a német gyorsnaszádoknak.
Az mondjuk tény, hogy a britek fejlettebb radarokkal rendelkeztek, viszont a német gyorsnaszádok a háború folyamán egyre nagyobb mértékben alkalmaztak besugárzás-jelzőket (passzív radarokat). Ez által a britek ellen fordították azoknak a nagy mértékű radarhasználatát, mivel a besugárzás-jelzők jelezték, hogyha radart használó hajó van a közelben. A besugárzás-jelzők egyszerűbben kifejleszthetők és megépíthetőek voltak, mint a rádiólokátorok és nem bocsátottak ki rádiójeleket, amiket az ellenfél befoghatott volna.
Emellett a német gyorsnaszádok rendelkeztek nagyon fejlettnek számító hidrofonokkal (Gruppenhochgerät). Ezekkel 30 kilométeres távolságból, akár menet közben is érzékelni tudták egy hajó jelenlétét a vízben terjedő hanghullámok révén. Ez a besugárzásjelzőkhöz hasonlóan nem bocsátott ki saját jeleket.

## Műveleti területek
A német gyorsnaszádok gyakorlatilag minden hadszíntéren megfordultak, ahol a német haderő jelen volt. A legfontosabb műveleti terület a Csatorna volt, de voltak flották a Földközi-tengeren, a Balti-tengeren és a Fekete-tengeren is. Ennek az volt az oka, hogy a gyorsnaszádok a tömegük és a méretük szállíthatóak voltak közúton illetve vasúton, ami miatt oda is el lehetett azokat juttatni, ahol a földrajzi korlátok kizárták a nagyobb hajók alkalmazását.
1944 nyarán a német gyorsnaszádok a Kriegsmarine egyetlen olyan ágát jelentették, ami képes volt érdemlegesen támadni a szövetségesek normandiai csapatait ellátó hajókat. A gyorsnaszádok éjszakai támadásokkal több szövetséges lőszerszállító hajót is elsüllyesztettek ekkor.
A normandiai hídfő támadására a német gyorsnaszádok bevetettek egy technikai fejlesztést, a T3d Dackel torpedót . Ez egy nagy hatósugarú torpedó volt, ami révén a gyorsnaszádok távolról támadhatták a szövetséges hajókat.
A háború végén a megmaradt gyorsnaszádok leginkább a Benelux partvidéken kerültek alkalmazásba, mivel a szövetséges erők utánpótlását úgy lehetett támadni.

## Eredmények
A német gyorsnaszádok az elsüllyesztett hajók darabszáma alapján sikeresek és költséghatékonyak voltak. Jóval több, mint 100 kereskedelmi hajót és további 40 hadihajót süllyesztettek el, köztük 12 rombolót. Emellett megrongáltak további 15 kereskedelmi hajót és 14 hadihajót.
Továbbá a német gyorsnaszádok nem csak torpedókkal, hanem víziaknákkal is jelentős számú ellenséges hajót süllyesztettek el, mivel az műveleteik nagy része aknásítás volt. Aknákkal 37 kereskedelmi hajót és további 7 hadihajót süllyesztettek el.
Ez által összességében az elsüllyesztett hajók vízkiszorítása meghaladta a félmillió tonnát.
A világháború folyamán a német gyorsnaszádok bevetései összesen 23 lovagkeresztet termeltek ki.